# Koninklijke Manufactuur van Wandtapijten De Wit
De Koninklijke manufactuur van wandtapijten Gaspard De Wit is een Belgische manufactuur, gesticht in 1889 in Mechelen, gespecialiseerd in het restaureren van Vlaamse wandtapijten.

## Geschiedenis
De "Manufacture de Tapisseries d’Art" werd de 19e eeuw opgericht door Theo De Wit en vernoemd naar diens zoon, tapijtwever Gaspard De Wit.

## Techniek
Het knopen van de tapijten, volgens de Vlaamse tapijtweefkunst, gebeurt aan een staand getouw, met wollen garens die intern worden geverfd om een groot palet aan tinten te bekomen. De operationele focus verschoof van het vervaardigen van nieuwe stukken naar de conservatie van oude wandtapijten. Doorheen de jaren bouwde de manufactuur een expertise over Vlaamse wandtapijten op, waardoor ze verschillende belangrijke opdrachten ontving van grote musea. Sinds 1985 is de manufactuur gevestigd in de 15e-eeuwse Refugie van Tongerlo (Mechelen). In diezelfde periode werd ook gestopt met het vervaardigen van nieuwe wandtapijten en legde het bedrijf zich toe op herstellingen en conservatie.

## Tapijten
Een van zijn grootste wandtapijten, "Triomf van de vrede" werd door België in 1954 aan de Verenigde Naties geschonken. Dit wandtapijt hangt nu in de lobby van het hoofdkwartier van Afgevaardigden op het hoofdkwartier van de Verenigde Naties in New York (afmeting 10 m op 15 m). Het is een allegorische voorstelling met onder andere een vredesduif die naar de fontein van goede wil vliegt.

### Conservaties (selectie)
- 2024-2026, conservatie van de wandtapijten uit het Grootmeesterspaleis in Malta. De 10 grote wandtapijten, van ongeveer 5 meter hoog, zijn een deel van een reeks van wandtapijten in 1708 besteld bij de beroemde Gobelins-manufactuur in Parijs door grootmeester Ramon Perellos y Roccaful.[2]